# Recoleta (Chile)

Wappen von Recoleta

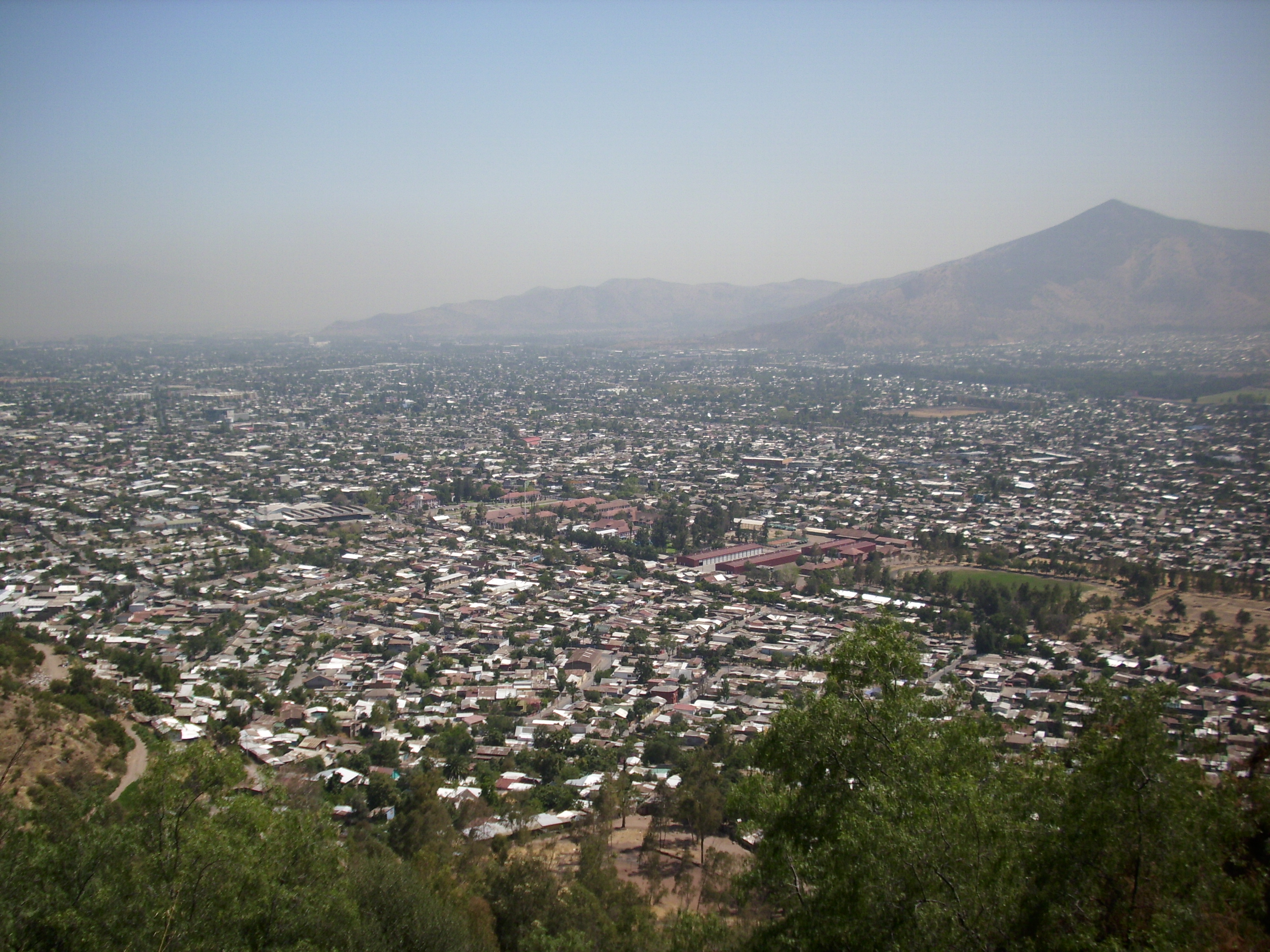
Blick vom Berg San Cristóbal auf Recoleta

Recoleta ist eine Gemeinde in Chile. Sie befindet sich im nördlichen Teil der Stadt Santiago de Chile, Chiles Hauptstadt. Sie ist Teil der Provinz Santiago, die zur Region Metropolitana de Santiago gehört. Beim Zensus von 2017 betrug die Einwohneranzahl von Recoleta 157.851.
Im Norden grenzt sie an die Gemeinde Huechuraba, im Westen an die Gemeinden Independencia und Conchalí, im Osten an die Gemeinden Providencia und Vitacura, wobei der Berg San Cristóbal eine geografische Barriere bildet und im Süden an die Gemeinde Santiago, abgegrenzt durch den Fluss Mapocho.

## Politik
Der aktuelle Bürgermeister von Recoleta ist seit 2012 Daniel Jadue.

## Persönlichkeiten
- Carlos Lillo (1915–1964), Boxer
- Francisco Hörmann (* 1967), Fußballspieler
- Steffan Pino (* 1994), Fußballspieler